# レーザーアクティブ
レーザーアクティブ（Laser Active）は、1993年8月20日にパイオニア（ホームAV機器事業部、後のパイオニアホームエレクトロニクス→オンキヨー&パイオニア→オンキヨーホームエンターテイメント→オンキヨーテクノロジー→プレミアムオーディオカンパニーテクノロジーセンター）、同年12月1日にNECホームエレクトロニクス（OEM製品）より発売されたレーザーディスクプレーヤーである。
CD、CDV、レーザーディスクの通常のコンパチブルLDプレーヤーの機能に加え、前面に専用パックを取り付けることにより、NECホームエレクトロニクスの家庭用ゲーム機である「PCエンジン」と周辺機器の「CD-ROM2」ソフト及び「SUPER CD-ROM2」、「LD-ROM2」ソフト、もしくはセガ・エンタープライゼスの家庭用ゲーム機「メガドライブ」と「メガCD」、「メガLD」ソフトを遊ぶことができる。
1994年の年末に当時の次世代ゲーム機であるセガ・エンタープライゼス「セガサターン」、ソニー・コンピュータエンタテインメント「PlayStation」の登場もあって、ゲーム機としては一般的な普及には至らなかった。

## ハードウェア
規格は既存のCD-ROMのフォーマットとLDの映像・音声のフォーマットとを融合させたものであるため、CD-ROMのソフトの開発技術と一部の開発機材を流用でき、ビデオ化されたアナログの映像・音声をデジタルデータに加工せずに使うことができる。
この他に、コンピューター・インターフェースパックを使用する事により、シリアルポートでパソコン（NEC PC-9800シリーズ、IBM PC/AT互換機、Apple Macintoshシリーズ）と接続可能で、簡易プログラムによる市販CD、LDのインタラクティブ制御が可能である。
一方で当時の機種で既に標準装備となっていた自動両面再生機能がない。

## 本体
- CLD-A100（レーザーアクティブ対応CLDプレーヤー） 89,800円
- PCE-LD1（LD-ROM2対応レーザーアクティブプレーヤー） 89,800円

## 周辺機器
※価格はメーカー希望小売価格
PCエンジン
- PAC-N1（LD-ROM2コントロールパック） 39,000円
- CPD-N1（PAC-N1用コントローラ） 2,500円
- ETC-N1（PAC-N1用延長ケーブル） 1,500円

メガドライブ
- PAC-S1（MEGA-LDコントロールパック） 39,000円
  - MEGA-LDパックを使用する際はカートリッジのラベル絵柄面を下にして挿入するよう、デモディスクで指示がある[4]。
- CPD-S1（PAC-S1用コントローラ） 2,500円
- ETC-S1（PAC-S1用延長ケーブル） 1,500円

その他
- PAC-K1（カラオケパック） 20,000円
- PAC-PC1（パソコン接続パック） 14,800円
- GOL-1（3Dゴーグル） 10,000円
- ADP-1（3Dゴーグルアダプタ） 5,000円
- JA-RF3L（RFモジュレータ） 5,000円

### NEC商品
- PCE-LP1（PCエンジンパック） 39,000円

## ソフト一覧
通常の家庭用ゲーム機ではまず正規流通でのリリースが困難だった完全な脱衣麻雀などのアダルト要素のあるゲームや、アーケードゲームのLDゲームがいくつか移植され、ゲームセンターそのままの高画質な映像品質である。
流通に関してはゲームショップが積極的に扱わず、「ソフトを探すには、ゲームショップを探すよりオーディオショップや一部のレコードショップを探す方が早い」とも言われた。

### LD-ROM2
- 1993年8月20日 悪魔の審判（プラネット）
- 1993年8月20日 クイズ・エコノザウルス（ハドソン）
- 1993年10月25日 ヴァジュラ（データウエスト）
- 1993年10月25日 エンジェルメイト（プラネット）
- 1993年10月25日 マンハッタン・レクイエム（リバーヒルソフト）
- 1994年3月25日 ドラドラパラダイス（プラネット）
- 1994年6月10日 ザッピング「殺意」（ベータフィルム）
- 1994年6月25日 3D MUSEUM（パイオニア）
- 1994年10月25日 美リュージョンコレクション 渡辺美奈代（プラネット）
- 1994年10月31日 ヴァジュラ弐（データウエスト）
- 1994年11月25日 美リュージョンコレクションVol.2 坂木優子（プラネット）
- 1994年12月15日 メロンブレイン（パイオニア）
- 1994年12月20日 ブルー・シカゴ・ブルース（リバーヒルソフト）
- 1995年10月20日 GOKU（パイオニア）

### MEGA-LD
- 1993年8月20日 I WILL（パイオニア）
- 1993年8月20日 ピラミッドパトロール（タイトー）
- 1993年8月20日 ザ・グレート・ピラミッド（パイオニアLDC）
- 1993年12月10日 バーチャルカメラマン（トランスペガサスリミテッド）
- 1993年12月20日 ハイローラーバトル（CRC総合研究所）
- 1993年12月20日 ロケットコースター（タイトー）
- 1994年2月25日 スペースバーサーカー（パイオニア）
- 1994年2月25日 3D MUSEUM（パイオニア）
- 1994年3月25日 トライアッドストーン（セガ） - 1985年のデータイーストのレーザーディスクゲームの移植版。
- 1994年4月15日 バーチャルカメラマン2 タイ・プーケット / ナンパ編（トランスペガサスリミテッド）
- 1994年5月27日 HYPERION（タイトー）
- 1994年8月25日 ザッピング「殺意」（ベータフィルム）
- 1994年9月20日 メロンブレイン（パイオニア）
- 1994年10月25日 Dr.パウロのとっておきビデオ（ドライアイス）
- 1994年12月3日 ゴーストラッシュ！（パイオニア）
- 1994年12月22日 BACK TO THE 江戸（TBS） - このゲームの一部の実写映像シーンは同局のクイズ番組だった「クイズ日本昔がおもしろい」の出題用映像からそのまま流用されている。
- 1994年12月22日 DON QUIXOTE - A DREAM IN SEVEN CRYSTALS（プルミエインターナショナル）
- 1995年1月25日 ロードブラスター（パイオニア） - 1985年のデータイーストのレーザーディスクゲームの移植版。
- 1995年2月25日 美リュージョンコレクション 渡辺美奈代（プラネット）
- 1995年3月25日 タイムギャル（タイトー） - 1985年のタイトーのレーザーディスクゲームの移植版。
- 1995年4月15日 ブルー・シカゴ・ブルース（リバーヒルソフト）
- 1995年4月25日 美リュージョンコレクションVol.2 坂木優子（プラネット）
- 1995年6月15日 GOKU（パイオニア）
- 1996年3月11日 3Dバーチャルオーストラリア（J.P.）

## 正常に動作しないソフト
CDへのアクセス回数を減らし高速化を行うために、BIOSに対し正規の使用方法を取っていなかったことで(CD-ROM²、SUPER CD-ROM²、Arcade Card)ソフトの一部がLD-ROM²パックに対応しておらず、正常に動作しないソフトもあった。「卒業」の場合は、デモをカットすれば他は正常に動作していた、物も含まれている。
| CD-ROM²ソフト               |
| --------------------------- |
| 獣王記                      |
| 卒業 ～グラデュエーション～ |
| パステルライム              |
| ウィザードリィⅠ・Ⅱ          |
| ムーンライトレディー        |
| A列車で行こうⅢ              |
| SUPER CD-ROM体験ソフト集    |
| PCエンジンハイパーカタログ  |

## その他
一時期、電気用品安全法（PSE法）の規制対象品となっていたため、同法猶予期間終了後の2006年4月以降は市場での流通が大幅に縮小していたが、PSE法改正により2007年12月を以て規制は解除されている。